# Vigilante 8
Vigilante 8 is een computerspel dat werd ontwikkeld door Luxoflux en uitgegeven door Activision. Het spel werd uitgebracht in juni 1998. Het spel is een actiespel. Een groep Coyotes trekt een spoor van vernieling door het zuidwesten. De speler moet met zijn groep genaamd "The Vigilantes" ten strijde tegen de Coyotes om ze een halt toe te roepen.

## Ontvangst
| Beoordeeld door       | Platform    | Datum            | Score |
| --------------------- | ----------- | ---------------- | ----- |
| Jeuxvideo.com         | Nintendo 64 | 19 mei 1999      | 90%   |
| Gamezilla             | PlayStation | 1998             | 86%   |
| Freak                 | Nintendo 64 | mei 1999         | 84%   |
| GameSpot              | PlayStation | 23 juni 1998     | 80%   |
| Just Games Retro      | Nintendo 64 | 14 juni 2013     | 80%   |
| All Game Guide        | PlayStation | 1998             | 80%   |
| GameSpot              | Nintendo 64 | 18 maart 1999    | 79%   |
| Total! (Duitsland)    | Nintendo 64 | april 1999       | 75%   |
| Gaming Age            | Nintendo 64 | september 2004   | 58%   |
| The Video Game Critic | PlayStation | 14 augustus 2001 | 42%   |